# Рихард Зорге
Рихард Зорге (на немски: Richard Sorge) с агентурен псевдоним Рамзи (на руски: Рамза̀й) е журналист в Германия и Япония. Съветски разузнавач по време на Втората световна война, герой на Съветския съюз.

## Биография

### Ранни години
Рихард Зорге е роден на 4 октомври 1895 г. в Сабунчи, близо до Баку, Азербайджан . Най-малкото от деветте деца на немския инженер нефтодобивник Вилхелм Рихард Зорге (Wilhelm Richard Sorge) и Нина Семьоновна Кобелева. Когато е тригодишен, семейството се премества да живее в Германия. Прачичото на Рихард Зорге, Фридрих Адолф Зорге, е съратник на Карл Маркс и Фридрих Енгелс.
През 1914 г. се записва като доброволец в немската армия и участва в Първата световна война на Западния фронт в състава на полевата артилерия. Произведен е във военно звание капрал. Ранен е тежко и е освободен от армията. Награден е с Железен кръст „За храброст“. Докато се лекува в болницата, се запознава и сближава с леви социалисти. През 1917 г. става член на Независимата социалдемократическа партия, а през 1919 г. – на Германската комунистическа партия. През същата година получава степен по икономика в университета в Хамбург.

### Двоен агент
Живее в Солинген (1920 – 1922). Жени се за Кристиане Герлах. През 1922 г. се премества във Франкфурт, където събира информация за финансовите и бизнес среди. В периода 1920 – 1921 г. е редактор на комунистически вестници в Солинген.
Пристига в СССР (1924). Става съветски гражданин и член на РКП (б). Завършва разузнавателната школа при Ян Берзин и Семьон Урицки. Развежда се с първата си жена и се жени за Екатерина Максимова.
Постъпва във Военното разузнаване на Червената армия и заминава за Англия (1929). През ноември същата година се завръща в Германия и по инструкции на Москва става член на нацистката партия, което служи за прикритие на дейността му.
Заминава официално за Шанхай като журналист на в. „Франкфуртер Цайтунг“. Продължава с разузнавателната си дейност (1930).
През 1933 г. се завръща за кратко в Берлин, за да може след това да замине като немски журналист в Япония. През същата година посещава и САЩ като немски кореспондент.
Получава разрешение да работи за немците и става двоен агент. Немското посолство в Токио го смята за нацист и той получава работа там като прессекретар. Неговата задача е да организира шпионска мрежа в Япония (1935).
Началникът на IV управление на военното разузнаване Ян Берзин, който го вербува, е арестуван и ликвидиран през 1938 г. Зорге е поканен да се завърне в СССР, но успява на няколко пъти да отклони поканата. През цялото време продължава да дава важни сведения, включително за нападението на Германия над СССР.
Арестуван е от японската полиция (1941). Осъден на смърт чрез обесване (1943).
Присъдата е изпълнена в 10:20 часа на 7 ноември 1944 г. в токийския затвор „Сугамо“. Погребан в е двора на затвора, но през 1967 г. неговите останки са препогребани в гробището „Тама“ (Токио).

### Успехи
За най-голям успех в неговата шпионска дейност се счита периодът 1939 – 1941 г., когато успява да разкрие плановете на Германия за нападение над Съветския съюз. Това сведение е поставено под съмнение. Зорге е на границата на отчаянието. Заявява „Стана някаква чудовищна грешка“, когато на 22 юни 1941 г. неговата информация се потвърждава.
Втори шанс да оцени професионализма на „Рамзи“ командването има след няколко месеца. Зорге съобщава, че Япония до края на 1941 г. и в началото на 1942 г. няма да нападне СССР, което би избавило Сталин от изтощителна война на два фронта. Този път се вслушват в сведенията му. Командването успява без особен риск да снеме от източната граница 26 свежи, добре обучени сибирски дивизии и да ги насочи в битката при Москва. С това се предотвратява превземането на столицата от хитлеристите.